# Jardín Botánico Yeomiji
El Jardín Botánico Yeomiji es un jardín botánico que se encuentra en la isla de Jejudo en Corea del Sur.

## Localización
El Jardín Botánico Yeomiji, situado en la isla de Jejudo, provincia de Corea del Sur.
- Saekdal-dong Seogwipo Si JEJU-DO 2920 KR (697-808)
- Teléfono : 82-64-735-1100
- Fax : 82-64-73-2992

## Historia
Se creó el 12 de septiembre de 1989.

## Colecciones
Es uno de los jardines botánicos que posee una de las estructuras expositivas más grandes de Asia.
El aspecto del jardín se caracteriza por una estructura de 28,253 m² con un invernadero de 12,543 m², subdividido en cuatro jardines temáticos ( frutas tropicales, jungla, cactus y suculentas, y jardín de flores), posee una plataforma-observatorio de 38 metros de altura accesible por ascensor además de por escaleras.
En el espacio al aire libre alrededor de las estructuras, hay jardines paisajistas de estilo coreano, japonés, francés e italiano.